# Rhodonit
Das Mineral Rhodonit (auch Pajsbergit) ist ein häufig vorkommendes Kettensilikat aus der Mineralklasse der „Silikate und Germanate“ mit der idealisierten chemischen Zusammensetzung Mn2+SiO3 und damit chemisch gesehen ein Mangan-Silikat.
Rhodonit kristallisiert im triklinen Kristallsystem und entwickelt meist körnige bis massige Mineral-Aggregate von rosa bis roter, bräunlichroter oder graugelber Farbe, die oft von schwarzen Manganoxid-Adern durchzogen sind. Tafelige bis säulige, an den Ecken oft abgerundete Kristalle gehören eher zu den seltenen Ausbildungsvarianten.

## Etymologie und Geschichte

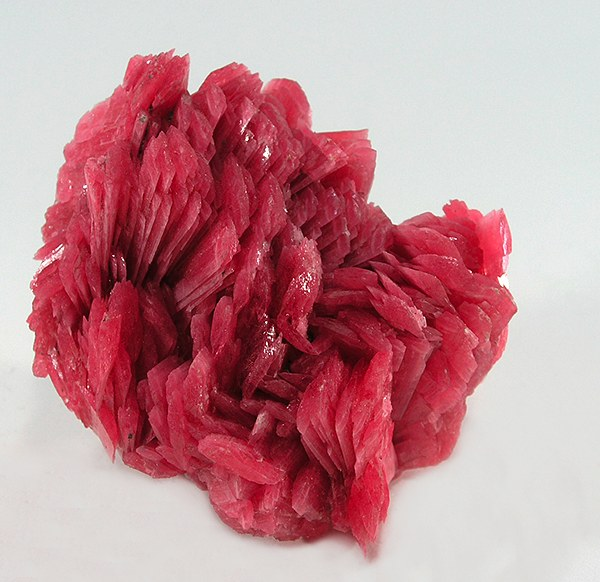
Kräftig rosenfarbener Rhodonit aus der Chiurucu Mine, Peru

Der Name „Rhodonit“ ist abgeleitet aus der altgriechischen Sprache. Das Wort tritt dort im attischen Dialekt als ῥόδον [rʰódon] bzw. im aiolischen Dialekt βρόδον [brʰódon] „Rose(nduft)“ auf und ist schon im mykenischen Griechisch als [wo-do-we] /u̯rodóu̯en/ „das rosige/rosenduftige“ belegt. Es ist im Armenischen als „vard“ und im Lateinischen als „rosa“ zu finden und über das Lateinische ins deutsche Wort „Rose“ übergegangen.
Erstmals wissenschaftlich beschrieben wurde das Mineral 1819 durch Christoph Friedrich Jasche, der es auch aufgrund seiner Farbe nach dem griechischen Wort für Rose benannte. Als Typlokalität gilt die Mangangrube Schävenholz bei Elbingerode (Harz) im Elbingeröder Komplex in Sachsen-Anhalt.

## Klassifikation
Bereits in der veralteten 8. Auflage der Mineralsystematik nach Strunz gehörte der Rhodonit zur Mineralklasse der „Silikate und Germanate“ und dort zur Abteilung der „Kettensilikate und Bandsilikate (Inosilikate)“, wo er als Namensgeber die „Rhodonit-Reihe“ mit der System-Nr. VIII/D.13 und den weiteren Mitgliedern Babingtonit und Manganbabingtonit bildete.
Im zuletzt 2018 überarbeiteten und aktualisierten Lapis-Mineralienverzeichnis nach Stefan Weiß, das sich aus Rücksicht auf private Sammler und institutionelle Sammlungen noch nach dieser klassischen Systematik von Karl Hugo Strunz richtet, erhielt das Mineral die System- und Mineral-Nr. VIII/F.27-10. In der „Lapis-Systematik“ entspricht dies ebenfalls der Abteilung „Ketten- und Bandsilikate“, wo Rhodonit zusammen mit Babingtonit, Ferrorhodonit, Fowlerit, Inesit, Lithiomarsturit, Manganbabingtonit, Marsturit, Nambulit, Natronambulit, Santaclarait und Scandiobabingtonit eine unbenannte Gruppe bildet, deren Mitglieder Strukturen mit Fünferketten [Si5O15]10−∞ enthalten.
Auch die seit 2001 gültige und von der International Mineralogical Association (IMA) bis 2009 aktualisierte 9. Auflage der Strunz’schen Mineralsystematik ordnet den Rhodonit in die Abteilung der „Ketten- und Bandsilikate“ ein. Diese ist allerdings weiter unterteilt nach der Strukturketten, so dass das Mineral entsprechend seinem Aufbau in der Unterabteilung „Ketten- und Bandsilikate mit 5-periodischen Einfachketten, Si5O15“ zu finden ist, wo es ebenfalls zusammen mit Babingtonit, Fowlerit (Q), Lithiomarsturit, Manganbabingtonit, Marsturit, Nambulit, Natronambulit, und Scandiobabingtonit „Rhodonitgruppe“ mit der System-Nr. 9.DK.05 bildet.
Die vorwiegend im englischen Sprachraum gebräuchliche Systematik der Minerale nach Dana ordnet den Rhodonit ebenfalls in die Klasse der „Silikate und Germanate“ und dort in die Abteilung der „Kettensilikatminerale“ ein. Auch hier ist er in der „Rhodonitgruppe“ mit der System-Nr. 65.04.01 innerhalb der Unterabteilung „Kettensilikate: Einfache unverzweigte Ketten, W=1 mit Ketten P=5“ zu finden.

## Chemismus
Die idealisierte (theoretische) Zusammensetzung von Rhodonit (Mn2+SiO3) besteht aus 41,93 Gew.-% Mangan (Mn), 21,44 Gew.-% Silicium (Si) und 36,63 Gew.-% Sauerstoff (O). Bei den Analysen von Mineralproben wurden allerdings verschiedene Fremdbeimengungen, wie unter anderem Eisen, Magnesium und Calcium, die das Mangan in der Formel vertreten können, sowie Aluminium als Vertreter für das Silicium gefunden.

## Kristallstruktur
Rhodonit kristallisiert triklin in der Raumgruppe P1 (Raumgruppen-Nr. 2) mit den Gitterparametern a = 7,682 Å; b = 11,818 Å; c = 6,707 Å; α = 92,355°; β = 93,948° und γ = 105,665° sowie 10 Formeleinheiten pro Elementarzelle.

## Modifikationen und Varietäten
Die Verbindung ist dimorph und kommt in der Natur neben dem triklin kristallisierenden Rhodonit noch als ebenfalls triklin, jedoch mit anderen Gitterparametern kristallisierender Pyroxmangit vor.
Bisher sind zwei Varietäten von Rhodonit bekannt:
- Fowlerit ist ein zinkhaltiger Rhodonit[12] mit einem Farbstich ins Bräunliche oder Gelbliche, wie sie unter anderem in Franklin/New Jersey gefunden wurden.[13]
- Hsihusunit ist ein magnesiumhaltiger Rhodonit von rotvioletter Farbe.[12][14]

## Bildung und Fundorte

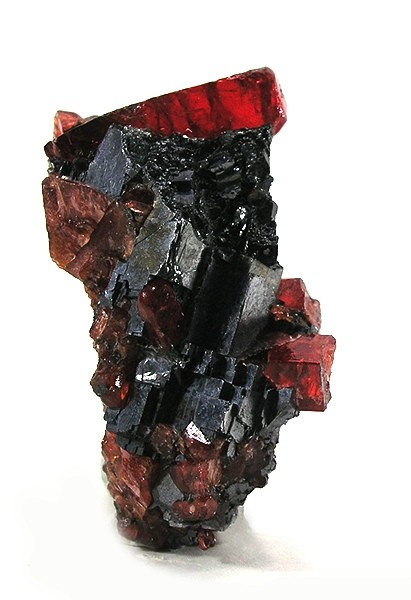
Rhodonitkristalle auf Galenit (schwarz)

Rhodonit bildet sich hauptsächlich in manganreichen, metamorphen Gesteinen, kann aber auch durch hydrothermale Vorgänge in Erzgängen entstehen. Begleitminerale sind unter anderem Alleghanyit, Calcit, Franklinit, Galaxit, Galenit, Grunerit, Magnetit, verschiedene Manganoxide, Spessartin, Tephroit und Willemit.
Als häufig vorkommende Mineralbildung ist Rhodonit an vielen Fundorten anzutreffen, wobei bisher rund 1000 Fundorte dokumentiert sind (Stand: 2019). Außer an seiner Typlokalität Schävenholz fand sich das Mineral in Sachsen-Anhalt noch im Sengelbachtal bei Biesenrode im Mansfelder Land. Weitere bisher bekannte Fundorte in Deutschland sind unter anderem der Schacht Heinrich bei Gailbach in Bayern, der Marmor-Steinbruch Dr. Linck bei Hochstädten (Bensheim), sowie die Gruben Ferdinand bei Nanzenbach und Bornberg bei Seelbach (Herborn) in Hessen; in einem Gabbro-Steinbruch (auch Bärensteinbruch) im Radautal nahe Bad Harzburg in Niedersachsen, sowie am Krufter Ofen, im Tagebau In den Dellen (auch Grube Zieglowski), in der Umgebung von Thelenberg und im Tagebau Wingertsberg bei Mendig in Rheinland-Pfalz.
Weitere weltweit bekannte Fundorte liegen unter anderem in Argentinien; in mehreren Countys von New South Wales in Australien; Municipio Todos Santos in Bolivien; Bahia, Paraíba und Minas Gerais in Brasilien; Bulgarien; mehreren Regionen von China; Costa Rica; Vaasa in Finnland; Lothringen und Midi-Pyrénées in Frankreich; Griechenland; England und Wales in Großbritannien; Indien; Indonesien; in mehreren Regionen von Italien; Hokkaidō, Honshū, Kyūshū, Shikoku und auf den Nansei-Inseln in Japan; Kanada; Kirgisistan; Toliara auf Madagaskar; mehreren Regionen von Mexiko; bei Grootfontein in Namibia; Otago in Neuseeland; Nordkorea; Norwegen; mehreren Regionen von Peru; auf der Philippineninsel Luzon; bei Castro Verde in Portugal; an jeweils mehreren Fundpunkten der Regionen Kärnten, Salzburg, Steiermark und Tirol in Österreich; Rumänien; mehreren Regionen von Russland; Saudi-Arabien; mehreren Regionen von Schweden; in den Schweizer Kantonen Graubünden, Kanton Uri und Wallis; Banská Bystrica und Košice in der Slowakei; Südafrika; Andalusien und Katalonien in Spanien; Taiwan; Böhmen in Tschechien; Türkei; sowie in vielen Regionen der USA.

## Verwendung als Schmuckstein

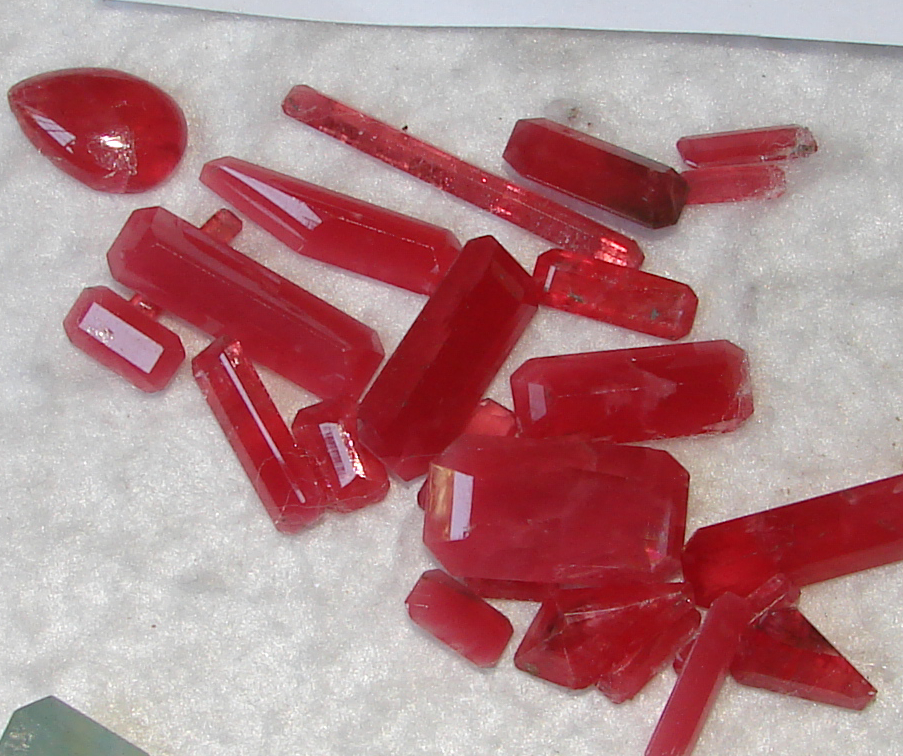
Rhodonit in verschiedenen Schmucksteinschliffen

Rhodonit wird ausschließlich zu Schmucksteinen verarbeitet und kommt geschliffen in Form von Tafelsteinen, Cabochonen und Perlen für Halsketten oder anderen kunstgewerblichen Gegenständen in den Handel. Durchsichtige Varietäten erhalten auch einen Facettenschliff.
Je nach Farbnuance und Qualität in Bezug auf Reinheit und Transparenz besteht Verwechslungsgefahr mit anderen Mineralen wie dem rosafarbenen, jedoch meist weiß gestreiften Rhodochrosit; dem ebenfalls rosa bis roten Thulit, einer manganhaltigen Varietät des Zoisit; dem chemisch gleichen Pyroxmangit; den Granatmineralen wie z. B. Spessartin und Hessonit; den roten Spinell- und Turmalinvarietäten.

## Esoterik
In der Esoterik gilt Rhodonit als Heilstein mit Einfluss auf das Sakral- und Herzchakra und soll schmerzlindernd und beruhigend wirken. Je nach Quelle ist er dem Tierkreiszeichen Stier oder Krebs zugeordnet. Wissenschaftliche Belege für die Wirksamkeit liegen jedoch nicht vor.